# Zanobatus schoenleinii
Zanobatus schoenleinii es una especie de peces de la familia Rhinobatidae en el orden de los Rajiformes.

## Morfología
Los machos pueden llegar alcanzar los 100 cm de longitud total.

## Alimentación
Come moluscos y otros invertebrados  bentónicos.

## Distribución geográfica
Se encuentra en las  costas centrales de la  Atlántico oriental (desde el Marruecos hasta Guinea ).